# Puspitasari Rina Dewi
Puspitasari Rina Dewi, indonezijska lokostrelka, * 5. oktober 1985.
Sodelovala je na lokostrelskem delu poletnih olimpijskih igrah leta 2004, kjer je osvojila 64. mesto v individualni konkurenci.